# Mirador Volleyball 2015
Questa voce raccoglie le informazioni riguardanti il Mirador Volleyball nella stagione 2015.

## Stagione
Il Mirador Volleyball partecipa al campionato mondiale per club 2015 come rappresentante della NORCECA, venendo eliminato alla fase a girone e chiudendo al quinto posto finale.

## Organigramma societario
Area direttiva
- Presidente: Ricardo Arias

Area tecnica
- Allenatore: Marcos Kwiek
- Assistente allenatore: Wilson Sánchez

## Rosa
| N° | Nome               | Ruolo | Data di nascita   | Nazionalità sportiva |
| -- | ------------------ | ----- | ----------------- | -------------------- |
| 1  | Jineiry Martínez   | C     | 3 dicembre 1997   | Rep. Dominicana      |
| 2  | Winifer Fernández  | L     | 6 gennaio 1995    | Rep. Dominicana      |
| 3  | Lisvel Eve         | S     | 10 settembre 1991 | Rep. Dominicana      |
| 4  | Marianne Fersola   | C     | 19 gennaio 1992   | Rep. Dominicana      |
| 5  | Gaila González     | O     | 25 giugno 1997    | Rep. Dominicana      |
| 6  | Camil Domínguez    | P     | 7 dicembre 1991   | Rep. Dominicana      |
| 7  | Niverka Marte      | P     | 19 ottobre 1990   | Rep. Dominicana      |
| 8  | Cándida Arias      | C     | 11 marzo 1992     | Rep. Dominicana      |
| 9  | Natalia Martínez   | S     | 25 novembre 2000  | Rep. Dominicana      |
| 11 | María Yvett García | S     | 4 luglio 1996     | Rep. Dominicana      |
| 13 | Erasma Moreno      | S     | 25 novembre 1991  | Rep. Dominicana      |
| 17 | Gina Mambrú        | O     | 21 gennaio 1986   | Rep. Dominicana      |
| 19 | Ana Binet          | L     | 9 febbraio 1992   | Rep. Dominicana      |
| 20 | Brayelin Martínez  | S     | 11 settembre 1996 | Rep. Dominicana      |

## Statistiche

### Statistiche di squadra
| Competizione        | Punti | In casa | In casa | In casa | In trasferta | In trasferta | In trasferta | Totale | Totale | Totale |
| Competizione        | Punti | G       | V       | P       | G            | V            | P            | G      | V      | P      |
| ------------------- | ----- | ------- | ------- | ------- | ------------ | ------------ | ------------ | ------ | ------ | ------ |
| Campionato mondiale | 0     | -       | -       | -       | -            | -            | -            | 2      | 0      | 2      |
| Totale              | -     | -       | -       | -       | -            | -            | -            | 2      | 0      | 2      |

G = partite giocate; V = partite vinte; P = partite perse